# Damasippus intermedius
Damasippus intermedius är en insektsart som beskrevs av Ludwig Redtenbacher 1906. Damasippus intermedius ingår i släktet Damasippus och familjen Prisopodidae. Inga underarter finns listade i Catalogue of Life.